# Amerigo
Amerigo  è un nome proprio di persona italiano maschile.

## Varianti
- Maschili: Emerico, Almerigo, Almerico, Aimerico, Americo
  - Ipocoristici: Merigo, Merico
- Femminili: Ameriga, America, Almerica

### Varianti in altre lingue
- Esperanto: Emeriko
- Francese: Émeric[1], Aymeric, Aymery
- Germanico: Emmerich[1]
- Inglese: Emery[2], Emory[2], Amery[2]
  - Femminili: Emery[2]
- Latino: Aimericus, Amerigus
- Normanno: Emery[2]
- Polacco: Emeryk
- Portoghese: Américo[1]
- Slovacco: Imrich[1]
- Spagnolo: Américo[1]
- Tedesco: Emerich, Emmerich[1]
- Turco: Emre
- Ungherese: Imre[1]
  - Alterati: Imrus[1]

## Origine e diffusione
Deriva dal nome germanico Emmerich, di etimologia incerta; mentre il secondo elemento che lo compone è certamente identificabile con ric ("potere", "governo"), il primo è dubbio, e vengono generalmente indicate tre possibilità:
- ermen ("intero", "universale"), nel cui caso il nome sarebbe una variante di Ermenrico[1]
- amal ("lavoro"), il che lo renderebbe un derivato di Amalrico[1][3]
- heim ("casa", "patria"), cosa che lo accomunerebbe al nome Enrico[1][4][5]

È peraltro plausibile che più forme di nomi differenti siano confluite in questo unico nome.
Latinizzato nella forma Aimericus o Amerigus, il nome Amerigo vanta una tradizione in parte ostrogota e in parte francone. La forma italiana è molto conosciuta grazie ad Amerigo Vespucci, il navigatore che diede il suo nome all'America; la forma femminile italiana, secondo alcune fonti, si sarebbe poi fusa con il nome Amelia.
La forma normanna del nome, Emery, venne introdotta dai Normanni in Inghilterra dove, seppur poco diffusa, sopravvisse al Medioevo; ad oggi è utilizzata anche al femminile, ma il suo uso è più probabilmente ispirato all'omonimo cognome (che peraltro è derivato dal nome stesso), oppure al termine emery, che in inglese indica lo smeriglio. Da Amerigo, infine, deriva il nome America.

## Onomastico
L'onomastico si può festeggiare il 4 novembre in ricordo di sant'Emerico, principe ungherese.

## Persone

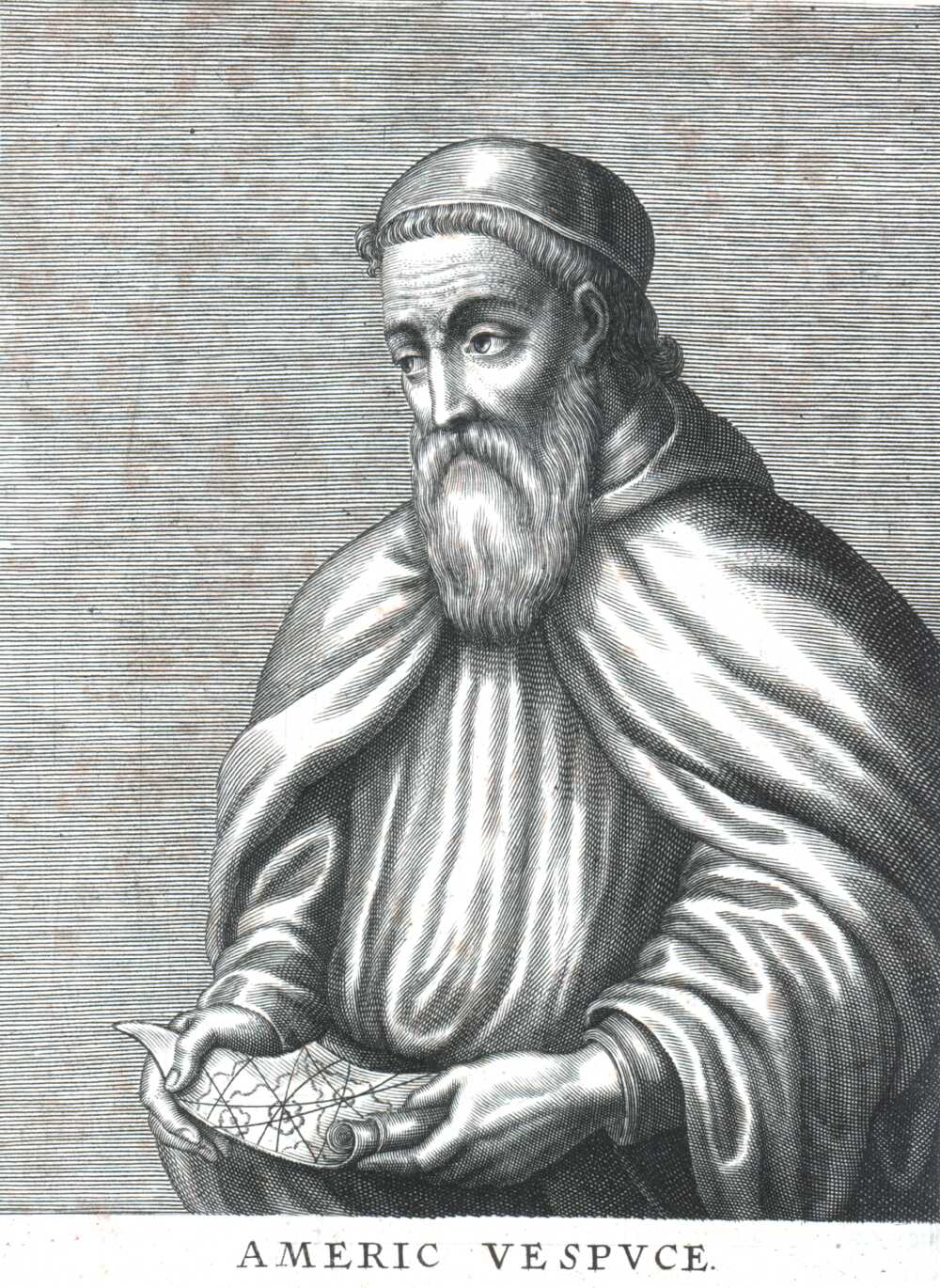
Amerigo Vespucci

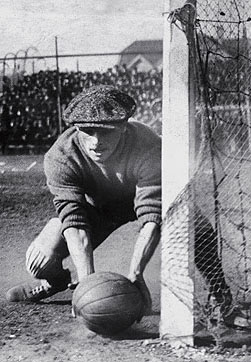
Américo Tesoriere

- Amerigo Bartoli, pittore e scrittore italiano
- Amerigo Bottai, politico italiano
- Amerigo Cacioni, ciclista su strada italiano
- Amerigo Corsini, arcivescovo cattolico italiano
- Amerigo di Narbona, condottiero francese
- Amerigo di Piacenza, religioso italiano
- Amerigo Dumini, criminale italiano
- Amerigo Iannacone, scrittore, poeta ed esperantista italiano
- Amerigo Penzo, cestista e allenatore di pallacanestro italiano
- Amerigo Petrucci, politico italiano
- Amerigo Provenzano, disc jockey, produttore discografico, vocalist e artista italiano
- Amerigo Vespucci, navigatore, esploratore e cartografo italiano

### Variante Americo
- Americo Del Ventura, violinista italiano
- Americo di Gatino, monaco ed erudito francese
- Americo Giuliani, poeta italiano
- Americo Porfidia, politico italiano

### Variante Américo
- Américo, cantante cileno

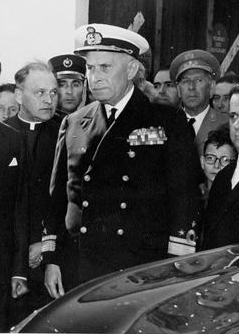
Américo Thomaz

- Américo Boavida, medico e politico angolano
- Américo Castro, filologo, storico e critico letterario spagnolo
- Américo Ferreira dos Santos Silva, cardinale portoghese
- Américo Gallego, calciatore e allenatore di calcio argentino
- Américo Lopes, calciatore portoghese
- Américo Menutti, calciatore e allenatore di calcio argentino
- Américo Montanarini, cestista brasiliano
- Américo Murolo, calciatore brasiliano
- Américo Ruffino, calciatore argentino
- Américo Tesoriere, calciatore argentino
- Américo Thomaz, generale e politico portoghese

### Variante Almerico

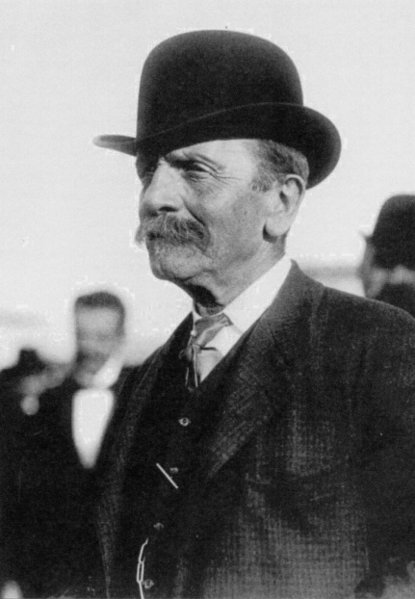
Almerico da Schio

- Almerico d'Este, condottiero italiano
- Almerico da Schio, accademico, scienziato e pioniere dell'aviazione italiano
- Almerico Gonzaga, religioso italiano
- Almerico Meomartini, architetto, archeologo, scrittore e politico italiano

### Variante Emmerich
- Emmerich Kálmán, compositore ungherese
- Emmerich Tarabocchia, calciatore italiano
- Emmerich Joseph von Breidbach zu Bürresheim, arcivescovo cattolico tedesco

### Variante Emerich
- Emerich Dembrovschi, calciatore e allenatore di calcio rumeno
- Emerich Hermann, allenatore di calcio ungherese
- Emerich Jenei, calciatore e allenatore di calcio rumeno
- Emerich Sinelli, vescovo cattolico austriaco
- Emerich Vogl, calciatore e allenatore di calcio rumeno

### Variante Emerico
- Emerico Amari, giurista italiano
- Emerico Biach, nuotatore italiano
- Emerico d'Ungheria, re d'Ungheria
- Emerico d'Ungheria, principe e santo ungherese

### Variante Imre

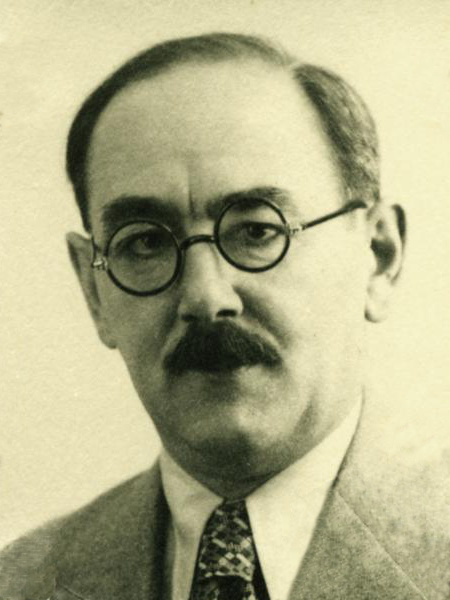
Imre Nagy

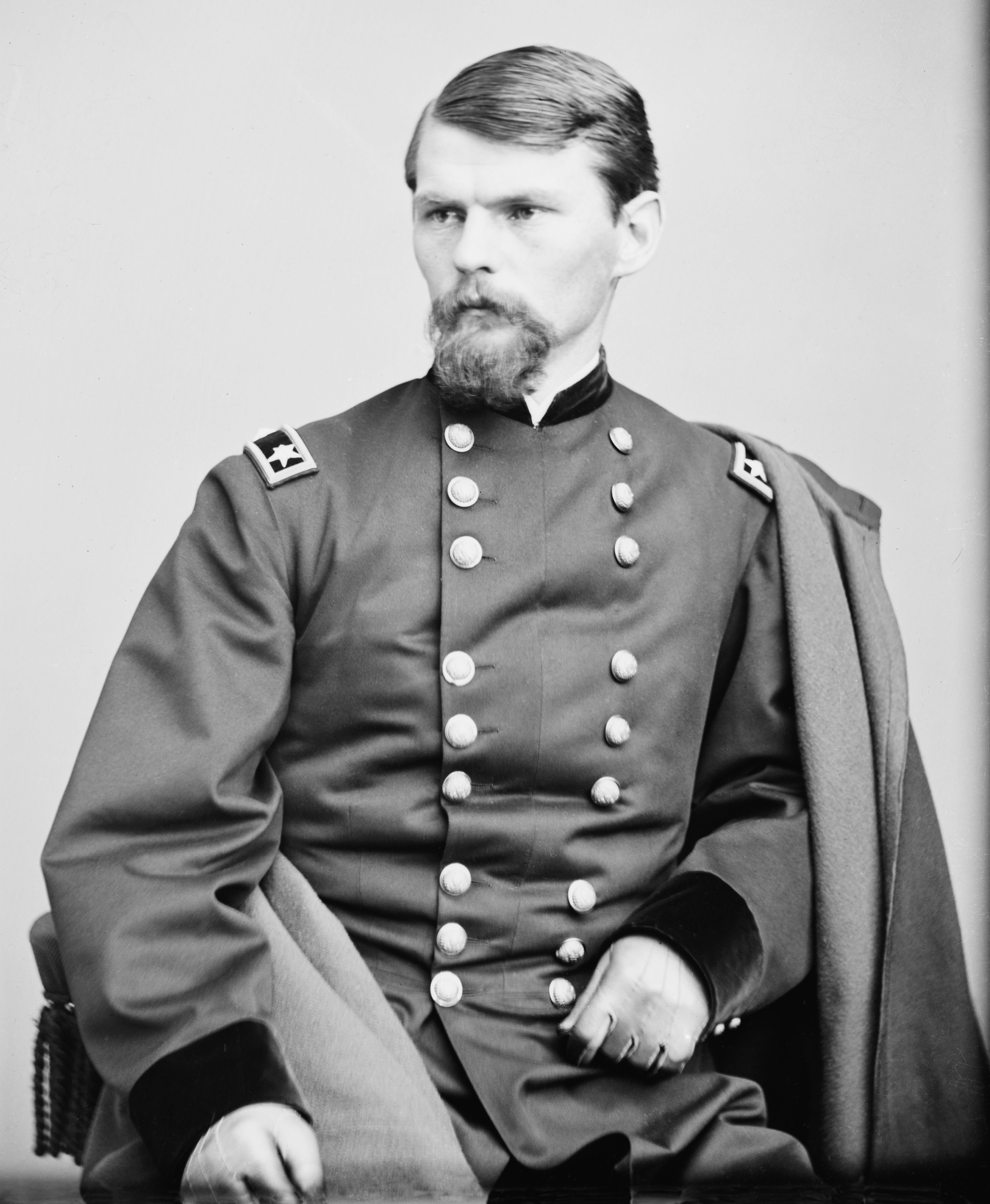
Emory Upton

- Imre Csáky, cardinale e arcivescovo cattolico ungherese
- Imre Hermann, psicoanalista ungherese
- Imre Kertész, scrittore ungherese
- Imre Kovács, calciatore e allenatore di calcio ungherese
- Imre Lakatos, filosofo della scienza ungherese
- Imre Madách, drammaturgo e scrittore ungherese
- Imre Nagy, politico ungherese
- Imre Payer, allenatore di calcio e calciatore ungherese
- Imre Schlosser, calciatore e allenatore di calcio ungherese
- Imre Senkey, calciatore e allenatore di calcio ungherese
- Imre Toth, filosofo e storico della matematica rumeno
- Imre Tóth, pilota motociclistico ungherese

### Altre varianti
- Emmerik Acton, militare italiano
- Aymeric Laporte, calciatore spagnolo
- Imrich Bugár, atleta cecoslovacco
- Émeric Crucé, monaco francese
- Emery d'Amboise, Gran Maestro dell'Ordine degli Ospitalieri
- Aymery de la Châtre, cardinale francese
- Emmeric de Vattel, filosofo, diplomatico e giurista svizzero
- Aimerico di Limoges, nobile limosino e patriarca latino di Antiochia
- Emory Upton, generale statunitense
- Almerigo Grilz, giornalista e politico italiano
- Emory Kristof, fotografo statunitense
- Emery Molyneux, artigiano britannico
- Emeric Pressburger, regista, sceneggiatore e produttore cinematografico ungherese
- Imrich Stacho, calciatore cecoslovacco
- Emerick Szilagyi, chirurgo statunitense

## Il nome nelle arti
- Amerigo è un album e un brano musicale di Francesco Guccini.
- Amerigo Ormea è il protagonista del romanzo breve di Italo Calvino La giornata d'uno scrutatore.
- Amerigo Abate da Trapani è un personaggio del Decameron, nella settima novella della quinta giornata.
- Amerigo Bonasera è un personaggio del romanzo Il padrino.
- Emory Erickson è un personaggio della serie Star Trek.